# Clarence (TV-serie)
Clarence är en amerikansk animerad TV-serie skapad av Skyler Page. Serien hade premiär i USA på Cartoon Network den 4 april 2014 och i Skandinavien den 22 september 2014.

## Handling
Serien handlar om Clarence Wendle, en 10-årig pojke och hans två bästa vänner, Sumo och Jeff. 
Clarence bor med sin frånskilda mamma Mary och hennes pojkvän Chad i den fiktiva staden Aberdale. Varje avsnitt fokuserar på de vardagliga situationer och problem som Clarence och hans vänner stöter på, deras äventyr och livserfarenheter som barn. Andra rollfigurer är elever och lärare på Clarences skola, Aberdale Elementary, samt invånare i Aberdale. Ibland fokuserar avsnitten på någon av dessa bigifurer. 

## Avsnitt
Se Lista över avsnitt av Clarence
| Serie | Serie | Avsnitt | Avsnitt | Originalvisning       | Originalvisning      | Originalvisning (Sverige) | Originalvisning (Sverige) |
| Serie | Serie | Avsnitt | Avsnitt | Första sändningsdatum | Sista sändningsdatum | Första sändningsdatum     | Sista sändningsdatum      |
| ----- | ----- | ------- | ------- | --------------------- | -------------------- | ------------------------- | ------------------------- |
|       | 1     | 51      | 51      | 14 april 2014         | 27 oktober 2015      | 22 september 2014         | 30 juni 2016              |
|       | 2     | 39      | 39      | 11 februari 2016      | 20 februari 2017     | TBA                       | 6 april 2017              |
|       | 3     | 40      | 40      | 3 april 2017          | 24 juni 2018         | 25 september 2017         | 30 juli 2018              |